# Operazione Yiftah
L'Operazione Yiftah (Ebraico מבצע יפתח, Mivtza Yiftah) è stata un'offensiva militare del Palmach, condotta tra il 28 aprile e il 23 maggio 1948. Gli obiettivi che si proponeva erano quelli di conquistare Safed e di assicurare la Galilea orientale al futuro Stato ebraico, prima della fine del Mandato britannico della Palestina, che scadeva il 14 maggio 1948. Essa fu condotta da due battaglioni del Palmach, comandati da Yigal Allon.

## Antefatti
L'Operazione Yiftah faceva parte del Piano Dalet che - prima della fine del Mandato britannico della Palestina - mirava ad assicurarsi le regioni assegnate allo Stato ebraico in base al Piano di partizione della Palestina stabilito dall'ONU. In vista della scadenza del Mandato, le forze britanniche avevano cominciato a sgomberare le aree meno strategicamente essenziali, come quelle della Galilea nord-orientale. In tali aree vi fu una corsa da entrambe le parti per occupare postazioni di polizia e strutture militari abbandonate. Milizie locali e volontari arabi s'impadronirono dei fortini militari della Polizia Palestinese (che affiancava l'opera delle autorità britanniche nel corso del Mandato) a Safed e a Nebi Yusha.

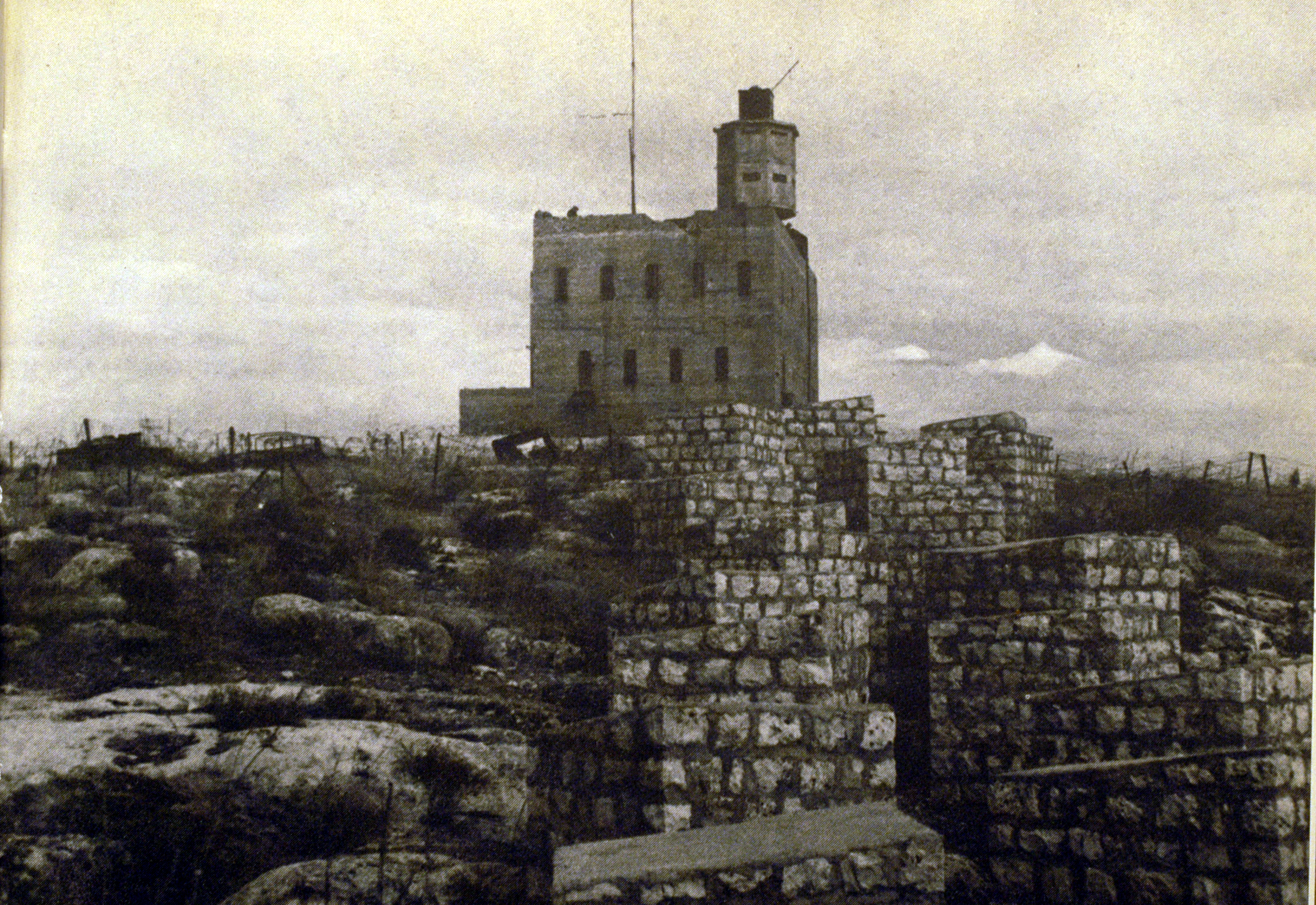
Il fortino di Nebi Yusha

 Il 17 aprile l'Haganah lanciò un attacco al fortino di Nebi Yusha, che però fallì. Un [secondo attacco del 20 aprile comportò la morte di ventidue attaccanti. Come esito di questa disfatta, il comando dell'operazione fu affidato a Yigal Allon, comandante del Palmach. Nebi Yusha fu infine preso il 20 aprile, in un attacco in cui aeroplani ebraici sganciarono bombe incendiarie sulla postazione. L'accampamento militare di Rosh Pinna fu consegnato alle forze dell'Haganah/Palmach dal suo comandante britannico il 28 aprile. Allon organizzò le sue azioni partendo dall'assunto che il miglior modo per assicurare le frontiere fosse di "ripulire" completamente le aree di sua competenza dalla presenza di ogni forza araba e dai loro abitanti. Questa operazione doveva essere il fondamento della sua fama, secondo la quale "egli non lasciò sulla sua scia alcuna comunità civile araba".
Safed aveva nel periodo bre-bellico una popolazione di 10 000–12 000 arabi e 1 500 ebrei, e costituiva la base di 700-800 combattenti locali irregolari. L'attacco a Safed fu simile all'attacco contro Tiberiade araba del 16–17 aprile, in quello che cominciò come un attacco particolarmente aggressivo contro un villaggio confinante, che provocò la demoralizzazione dei cittadini di Safed.

## L'Operazione
Il 1º maggio 1948, il 3º Battaglione del Palmach attaccò il villaggio di 'Ayn al-zaytun (ʿAyn al-zaytūn, "Fonte dell'oliva"), 1 km a nord di Safad. Il bombardamento cominciò alle 03:00 del mattino, con l'impiego di uno dei primi mortai Davidka e di mortai convenzionali da 3 pollici e da 2 pollici. Il Davidka era un mortaio prodotto artigianalmente dagli ebrei israeliani ed era molto rozzo e non era dotato della necessaria precisione di tiro, ma era comunque utile, a causa del forte rumore del proiettile quando veniva lanciato ed esplodeva. Sebbene fosse difficilmente in grado di provocare perdite, l'arma era abbastanza efficace per l'effetto demoralizzante sulle truppe arabe, alcune componenti delle quali spesso pensavano ingenuamente che le esplosioni fossero prodotte da "bombe atomiche", che esse pensavano che gli ebrei fossero stati in grado di produrre.
Una volta entrati nel villaggio, molti dei 'giovani maschi adulti' fuggirono, ma 37 furono presi prigionieri e furono probabilmente tra i 70 uomini uccisi in una vallata tra il villaggio e Safad due giorni più tardi. Quelli che rimasero nel villaggio furono accerchiati ed espulsi. Nei successivi due giorni, i genieri del Palmach dinamitarono e incendiarono le case del villaggio. In 'All that Remains' (p. 437) si ricorda: "la vista del villaggio raso al suolo ebbe un effetto demoralizzante sulla città. Seguì l'Operazione Matateh, che iniziò il 4 maggio, che portò all'espulsione di cinque tribù beduine dalla vallata del Giordano, a sud di Rosh Pinna".
Il 6 maggio, il Palmach lanciò un attacco terrestre su Safed, ma non riuscì a conquistare la cittadella. Il fallimento fu attribuito all'insufficiente bombardamento. Malgrado tentativi arabi di negoziare una tregua, con l'autorizzazione accordata ai militari britannici d'intervenire, un secondo attacco fu eseguito nella notte tra il 9 e il 10 maggio. Esso fu preceduto da un bombardamento con mortai 'massiccio e concentrato', in cui i Davidka furono ancora una volta impiegati. Un resoconto israeliano descrive l'assalto finale sotto una pioggia torrenziale, con le forze del Palmach che combatterono "tutta la notte, attaccando a ondate su per le stradette collinari della cittadina, battendosi casa per casa e stanza per stanza".
In seguito alla conquista di Safad, le unità del Palmach si mossero verso nord per mettere sotto controllo le frontiere col Libano e la Siria. Il 14–15 maggio, il 1º Battaglione del Palmach fu coinvolto in un combattimento con unità libanesi a Qabas. In una sua successiva lettera Allon affermò che la "Campagna sussurrante" che aveva condotto era stata di grande importanza. I mukhtār ebrei avevano informato con grande riserbo le comunità arabe locali che "giganteschi rinforzi ebraici avevano raggiunto la Galilea e che si stano preparando a ripulire i villaggi della vallata di Hula". Un rapporto dell'intelligence delle Forze Israeliane di Difesa attribuisce il successo a questa tattica per quanto riguarda il caso di dieci villaggi, sebbene ammetta che alcuni di essi furono, per buona misura, bombardati. Vi sono testimonianze per cui 'ufficiali siriani o comandanti delle forze irregolari arabe' ordinarono a donne e bambini di evacuare i villaggi a NE di Rosh Pinna.

## Conseguenze
Secondo le parole di Chaim Herzog, la mattina dell'11 maggio "cominciò l'ormai familiare evacuazione delle masse arabe dalla cittadina". I soli civili che rimasero a Safad erano "circa" 100 musulmani, "la cui età media era di 80 anni" e " arabi cristiani di 34-36 anni". Verso fine maggio o primi di giugno i musulmani furono "espulsi" in Libano e il 13 giugno i cristiani furono trasferiti con camion ad Haifa. I 4-5 000 beduini e abitanti dei villaggi che rimasero nell'area di Hula dopo la creazione dello Stato d'Israele furono trasportati al di là del confine con la Siria durante la guerra di Suez del 1956.

## Comunità arabe catturate durante l'Operazione Yiftah

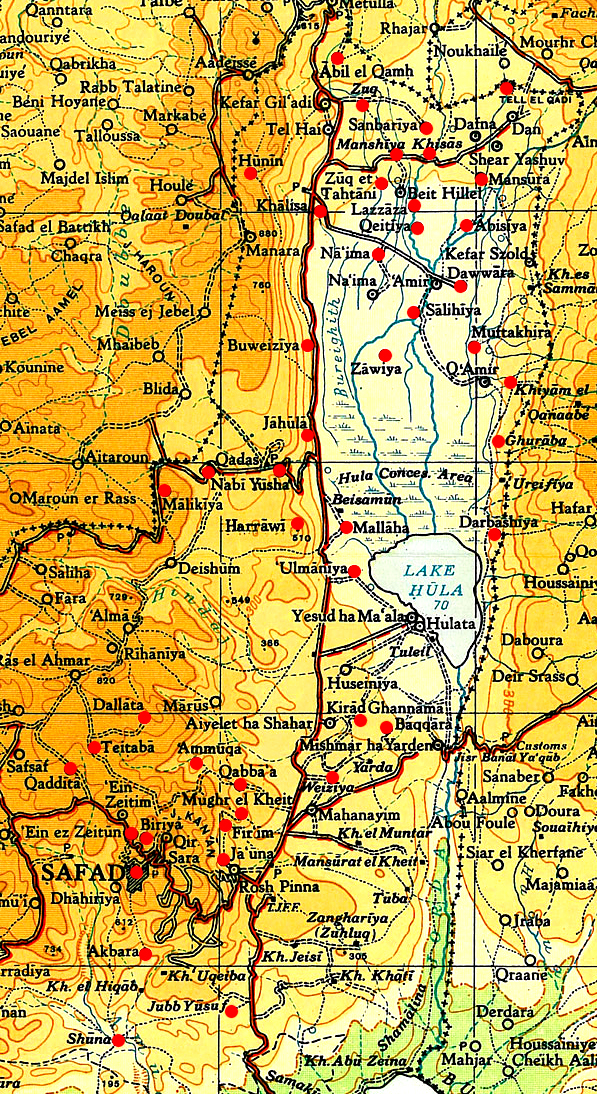
Villaggi conquistati durante l'Operazione Yiftah

| Nome                  | Data                                                                                | Difensori                                           | Brigata                    | Popolazione                                      |
| --------------------- | ----------------------------------------------------------------------------------- | --------------------------------------------------- | -------------------------- | ------------------------------------------------ |
| 'Arab al-Zubayd       | 20 aprile 1948                                                                      | fuga degli abitanti del villaggio                   | n/d                        | 800                                              |
| al-'Ulmaniyya         | 20 aprile 1948                                                                      | n/d                                                 | n/d                        | 260                                              |
| Kirad al-Ghannama     | 22 aprile 1948                                                                      | evacuati                                            | n/d                        | 350                                              |
| Kirad al-Walid        | 22 aprile 1948                                                                      | evacuati                                            | n/d                        | 280                                              |
| Kirad al-Baqqara      | 22 aprile 1948                                                                      | n/d                                                 | 1º Battaglione del Palmach | 360                                              |
| Tulayl                | ultimi di aprile 1948                                                               | n/d                                                 | n/d                        | 340                                              |
| al-Didara             | Aprile/Maggio 1948                                                                  | n/d                                                 | n/d                        | 100                                              |
| al-Shuna              | Aprile/Maggio 1948                                                                  | n/d                                                 | n/d                        | 170                                              |
| 'Ayn al-zaytun        | 1º maggio 1948                                                                      | nessuno                                             | 3º Battaglione del Palmach | 820                                              |
| Biriyya               | 1º maggio 1948                                                                      | n/d                                                 | n/d                        | 240                                              |
| Ghuraba               | 1º maggio 1948                                                                      | n/d                                                 | n/d                        | 220                                              |
| Khiyam al-Wali        | 1º maggio 1948                                                                      | evacuati                                            | n/d                        | 280                                              |
| al-Muftakhira         | 1 & 16 maggio 1948                                                                  | n/d                                                 | n/d                        | 350                                              |
| Fir'im                | 2 & 26 maggio 1948                                                                  | n/d                                                 | n/d                        | 740                                              |
| Mughr al-Khayt        | 2 maggio 1948                                                                       | n/d                                                 | n/d                        | 490                                              |
| Qabba'a               | 2 maggio 1948                                                                       | n/d                                                 | n/d                        | 460                                              |
| al-Wayziyya           | 2 maggio 1948                                                                       | n/d                                                 | n/d                        | 100                                              |
| Jubb Yusuf            | 4 maggio 1948                                                                       | n/d                                                 | n/d                        | 170                                              |
| Harrawi               | 5 & 25 maggio 1948                                                                  | Esercito Arabo di Liberazione                       | n/d                        | n/d                                              |
| 'Akbara               | 9 maggio 1948                                                                       | 15-20 abitanti del villaggio                        | 1º Battaglione del Palmach | 390                                              |
| al-Ja'una             | 9 maggio 1948                                                                       | n/d                                                 | n/d                        | 1 150                                            |
| Safad                 | 9/10 maggio 1948                                                                    | Esercito Arabo di Liberazione milizie locali        | Palmach                    | 12 610 9 780 musulmani 2 400 ebrei 430 cristiani |
| Abil al-Qamh          | 10 maggio 1948                                                                      | n/d                                                 | 1º Battaglione del Palmach | 330                                              |
| al-Zahiriyya al-Tahta | 10 maggio 1948                                                                      | milizie di villaggio 20-30 uomini                   | n/d                        | 350                                              |
| Dallata               | 10–11 maggio 1948                                                                   | n/d                                                 | n/d                        | 360                                              |
| Qaddita               | dall'11 maggio 1948                                                                 | n/d                                                 | "Campagna sussurrante"     | 240                                              |
| al-Buwayziyya         | 11 maggio 1948                                                                      | fuga degli abitanti del villaggio                   | n/d                        | 510                                              |
| al-Khalisa            | 11 maggio 1948                                                                      | milizie del villaggio                               | n/d                        | 1 840                                            |
| al-Zuq al-Tahtani     | 11 maggio 1948                                                                      | n/d                                                 | n/d                        | 1 050                                            |
| al-Malikiyya          | 12 maggio 1948 controllo alternato 15 maggio, 29 maggio, 7 giugno, Operazione Hiram | Esercito Arabo di Liberazione 2º Battaglione Yarmuk | Palmach                    | 360                                              |
| Hunin                 | 14 maggio 1948                                                                      | milizie di villaggio                                | n/d                        | 1 620                                            |
| al-Na'ima             | 14 maggio 1948                                                                      | n/d                                                 | n/d                        | 1 240 inclusi 210 ebrei                          |
| al-Shawka al-Tahta    | 14 maggio 1948                                                                      | fuga degli abitanti del villaggio                   | n/d                        | 200                                              |
| Khan al-Duway         | 15 maggio 1948                                                                      | n/d                                                 | n/d                        | 260                                              |
| Qatiyya               | 19 maggio 1948                                                                      | n/d                                                 | n/d                        | 940                                              |
| Lazzaza               | 21 maggio 1948                                                                      | evacuati                                            | "Campagna sussurrante"     | 230 inc 100 Jews                                 |
| al-Zuq al-Fawqani     | 21 maggio 1948                                                                      | milizia di villaggio 20-30 uomini                   | "Campagna sussurrante"     | 160                                              |
| 'Ammuqa               | 24 maggio 1948                                                                      | evacuati                                            | Palmach                    | 140                                              |
| al-Zawiya             | 24 maggio 1948                                                                      | n/d                                                 | n/d                        | 760                                              |
| al-Manshiya           | 24 maggio 1948                                                                      | n/d                                                 | "Campagna sussurrante"     | n/d                                              |
| Jahula                | 24/25 maggio                                                                        | n/d                                                 | n/d                        | 420                                              |
| al-'Abisiyya          | 25 maggio 1948                                                                      | n/d                                                 | "Campagna sussurrante"     | 1 510 inclusi 290 ebrei                          |
| Baysamun              | 25 maggio 1948                                                                      | n/d                                                 | "Campagna sussurrante"     | 20                                               |
| al-Dawwara            | 25 maggio 1948                                                                      | n/d                                                 | "Campagna sussurrante"     | 1 100 inclusi 400 ebrei                          |
| al-Khisas             | 25 maggio 1948                                                                      | n/d                                                 | "Campagna sussurrante"     | 530 inclusi 60 ebrei                             |
| Mallaha               | 25 maggio 1948                                                                      | fuga degli abitanti del villaggio                   | "Campagna sussurrante"     | 890                                              |
| al-Mansura            | 25 maggio 1948                                                                      | n/d                                                 | "Campagna sussurrante"     | 360                                              |
| al-Salihiyya          | 25 maggio 1948                                                                      | n/d                                                 | n/d                        | 1 520                                            |
| Qadas                 | 28/29 maggio controllo alternato 7 giugno, Operazione Hiram                         | Esercito libanese                                   | n/d                        | 390                                              |
| al-Dirbashiyya        | Maggio 1948                                                                         | n/d                                                 | n/d                        | 310                                              |
| al-Sanbariyya         | Maggio 1948                                                                         | n/d                                                 | n/d                        | 130                                              |
| Taytaba               | Maggio 1948                                                                         | n/d                                                 | n/d                        | 530                                              |